# Blaulatzkolibri
Der Blaulatzkolibri (Oreotrochilus cyanolaemus) ist eine Vogelart aus der Familie der Kolibris (Trochilidae), die endemisch in der Provinz Loja, Ecuador ist. Die Art ist monotypisch.

## Merkmale
Der Blaulatzkolibri erreicht eine Körperlänge von etwa 12,5 cm bei einem Gewicht von ca. 8,1 g. Der vordere Oberkopf bis zum hinteren Oberkopf des Männchens glitzert smaragdgrün mit blau grünen Reflexionen. Der Nacken, der Bereich zwischen Nacken und Schulterfedern, der hintere Rücken, die Oberflügeldecken und der  Bürzel glitzern smaragdgrün. Viele Federn in diesen Bereichen weisen enge blaugrüne Säume auf, andere haben eine bronzegrüne Tönung. Die Oberschwanzdecken sind smaragdblaugrün. Die Rückenoberfläche der zentralen Steuerfedern ist schwärzlich stahlblau und glitzert etwas. Die Schwungfedern und größeren Oberflügeldecken sind matt schwärzlich mit einem undeutlichen stahlblauen Schimmer an einigen Ecken. Die Außenfahnen der äußersten Handschwingen haben sehr enge weiße Säume. Die Kehlfedern weisen enge unauffällige smaragdgrüne Spitzen auf. Sie sind an der Seite länger als in der Mitte und am Kinn. Die violett schwarze Kehle wird in der Mitte schimmernd blaugrün und schimmert blau an einigen Ecken. Die Basis dieser Federn ist schmal weiß. Die Brust bis zum Bauch ist matt weiß, doch haben diese Federn eine schwarze Basis. Ein enger länglicher Strich in der Mitte des Bauches ist violettschwarz, einige Federn der mittleren Federn mit schillerndem Blaugrün. Die Brustseite und die Flanken sind grünlich grau. Die Unterschwanzdecken sind matt gräulich gelbbraun. Bauchseitig ist der Schwanz an den Steuerfedern drei und vier matt weiß mit einem matten schwärzlich blauen Saum an den Außenfahnen. Die Steuerfeder zwei ist matt schwärzlich mit blauer Spitze. Die erste Steuerfeder ist an der äußeren Hälfte matt schwärzlich blau. Die zentralen Steuerfedern sind komplett schwärzlich blau. Der Schnabel ist schwarz mit gelben Rändern; Beine und Krallen sind schwarz. Die Augen sind dunkelbraun. Das Weibchen glitzert auf dem Rücken smaragdgrün, etwas dunkler am vorderen Oberkopf. Die Tönung variiert zwischen bläulichem und bronzefarbenem Smaragdgrün. Die Oberschwanzdecken sind etwas blauer und heller. Der zum Rücken gerichtete Bereich der zentralen Steuerfedern hat einen metallisch blaugrünen Schimmer. Die Schwungfedern und die großen Flügeldecken sind dunkel, mit etwas blauem Schimmer in einigen Bereichen. Die Außenfahnen der äußersten Handschwingen haben enge weiße Säume. Das Kinn und die Mitte der Kehle sind in der Hälfte gräulich olivfarben, an der Basis schwärzlich, weißlich in der Mitte und mit einem dunkel grünen Fleck am Ende, so dass dieser Bereich dunkel wirkt. Die Kehlseiten sind weißer. Die Brust, die Seiten der Brust, der Bauch, die Flanken und die Unterschwanzdecken sind gräulich gelbbraun. Die Flanken haben wenige hellere olivgrüne Federn, die Unterschwanzdecken einen leichten Grünschimmer. Die Steuerfedern sind metallisch blaugrün mit matter Basis an allen zentralen Federpaaren und matten weißen abgerundeten Flecken Richtung Spitze. Das Muster des Schwanzes variiert mit der Größe und Form dieses matten weißen Flecks.

## Verhalten und Ernährung
Der Blaulatzkolibri  bezieht seinen Nektar u. a. von Chuquiraga jussieui, Gestrüpp der Art Macleania rupestris und Lleresia hypoleuca. Dabei scheint Chuquiraga jussieui seine bevorzugte Nektarquelle zu sein. Bei der Nektaraufnahme krallt er sich meist seitlich oder von unten nach oben fest. Gelegentlich sitzt er dabei auch nahe der Blüte. Oft sitzt er einige Sekunden im blühenden Gestrüpp, bevor er die Blüten besucht. Regelmäßig wird er vom Rostkolibri von den Nektarquellen verjagt. Andere Konkurrenten, die aber weniger aggressiv auftreten, sind der Glanz-Veilchenohrkolibri, der Blauflügelkolibri, die Schwarzschwanzsylphe und das Grüne Glanzschwänzchen.  Wenn Blaulatzkolibris nicht auf Nahrungssuche sind, sitzen sie auf flechtenbewachsenen Steinen und Felsen, häufig nahe am Boden oder kleinen Flüssen. Um die kalten Temperaturen in den Höhen ihres Verbreitungsgebietes zu überstehen, fallen sie nachts in eine Art Winterschlaf (Torpor), d. h. der Kreislauf verlangsamt sich und der Herzschlag wird abgesenkt.

## Fortpflanzung
Die  Brutbiologie des Blaulatzkolibris ist bisher nicht erforscht.

## Verbreitung und Lebensraum
Das Verbreitungsgebiet des Blaulatzkolibris ist gekennzeichnet von Gebüschabschnitten, in denen sich zahlreiche Pflanzen der Gattung Chuquiraga aus der Familie der Korbblütler befinden und die von weiteren Korbblütlern, Kreuzblumengewächsen, Schwarzmundgewächsen, Johanniskrautgewächsen, Rötegewächsen, Rosengewächsen und Scheinellergewächsen dominiert werden. Die Buschgebiete sind ca. 0,5 bis 1,5 Hektar groß. Das Unterholz ist ca. 3 bis 4 Meter hoch, kann aber auch bis zu 8 Meter Höhe reichen. Auch in offenem Páramo mit kleineren Gebüschflecken kann er unterwegs sein. Selbst in einzeln stehender Chuquiraga wurde er schon beobachtet. Die Art wurde bisher nur an fünf Orten in der Cordillera de Chilla-Tioloma-Fierro-Urcu in der Provinz Loja entdeckt. Hier bewegt sie sich zwischen Baum- und Schneegrenze in Höhenlagen zwischen 3325 und 3680 Metern.

## Gefährdung und Schutz
Der Blaulatzkolibri ist gegenwärtig nicht von der IUCN erfasst. Angesichts der verschiedenen Bedrohungen, denen der Lebensraum, in dem die Art endemisch ist, ausgesetzt ist, sowie dem extrem kleinen Verbreitungsgebiet von weniger als 100 km2, schlagen die Erstbeschreiber vor, sie nach den IUCN-Kriterien als „vom Aussterben bedroht“ (critically endangered) zu betrachten. BirdLife International stimmt dem in seinem Factsheet 2022 bei.

## Etymologie und Forschungsgeschichte
Die Erstbeschreibung des Blaulatzkolibris erfolgte 2018 durch Francisco Sornoza-Molina, Juan Fernando Freile, Jonas Nilsson, Niels Krabbe und Elisa Bonaccorso unter dem wissenschaftlichen Namen Oreotrochilus cyanolaemus. Das Typusexemplar wurde von Sornoza-Molina, Freile und Nilsson am 23. Mai 2017 am Cerro de Arcos gesammelt. Bereits 1847 führte John Gould die neue Gattung Oreotrochilus ein. Der Name leitet sich aus den griechischen Wörtern ὄρος, ὄρεος óros, óreos für „Berg“ und τροχίλος trochílos für „Kiebitz, Zaunkönig, (neugriechisch: Kolibri)“  ab. Der Begriff Trochilus, den Carl von Linné 1758 für eine neue Gattung verwendete, ist historisch etwas problematisch. Dieser Begriff wurde bereits von Aristoteles für einen Vogel, der den Mund eines Krokodils aufsucht, ohne von diesem verletzt oder gar gefressen zu werden verwendet. Étienne Geoffroy Saint-Hilaire vermutete, dass Aristoteles damit den Krokodilwächter (Pluvianus aegyptius) beschrieb. Trotzdem hat sich unter den Wissenschaftlern eingebürgert, diesen Begriff im Zusammenhang mit Kolibris zu verwenden. Der Artname cyanolaemus leitet sich vom griechischen κυανός kyanos für „dunkelblau“ und λαιμός laimós für „Kehle“ ab.